# Sarah Lancaster
Sarah Beth Lancaster, född 12 februari 1980 i Overland Park, Kansas, är en amerikansk skådespelerska. Hon är känd som Chucks syster Ellie i TV-serien Chuck samt för sin roll som Marjorie i TV-serien What About Brian.

## Filmografi i urval
- 2002 – Catch Me If You Can
- 2005 – Living with the Enemy (TV-film)
- 2003–2006 – Everwood (TV-serie)
- 2006–2007 – What About Brian (TV-serie)
- 2007–2012 – Chuck (TV-serie)
- 2011 – The Good Doctor
- 2013 – A Woman Betrayed (TV-film)
- 2014 – Love Finds You in Sugarcreek (TV-film)
- 2014 – The Judge
- 2014 – Along Came a Nanny (TV-film)
- 2018 – Christmas on Holly Lane (TV-film)
- 2020 – Blue Ridge (TV-film)
- 2024 – Blue Ridge: The Series (TV-serie)